# Лекур, Робер
Робер Лекур (фр. Robert Lecourt; 19 сентября 1908, Павийи — 9 августа 2004, Булонь-Бийанкур) — французский политик, министр юстиции (1948—1949, 1957—1958).

## Биография
Родился 19 сентября 1908 года, получил степень доктора права в университете Кан. В 1928—1932 годах занимался адвокатской практикой в Руане, с 1932 по 1973 год состоял адвокатом в Париже. В 1936 году возглавил молодёжную организацию Народно-демократической партии. В 1942—1944 годах состоял в руководящем комитете Движения сопротивления, в 1944—1945 годах — во Временном консультативном собрании. Являлся депутатом Учредительного собрания 1945-го и 1946 годов.
Активно участвовал в создании Народно-республиканского движения, избран в Национальное собрание и возглавил там партийную фракцию. Занимал должность министра юстиции в нескольких правительствах в период с июля 1947 по октябрь 1949 года и позднее с ноября 1957 по июнь 1958 года. Участвовал в подготовке конституционной реформы для перехода к режиму Пятой республики. В марте 1959 года назначен государственным министром, по сотрудничеству со странами Африки и Мадагаскаром, с февраля 1960 по август 1961 года — министр по делам Сахары и заморских территорий. В 1962 году стал судьёй Суда европейских сообществ, с 1967 по 1976 год являлся его председателем. С сентября 1979 года по март 1989 года — член Конституционного совета Франции.

## Труды
- La Réintégrande et les Actions possessoires, 1931
- Manuel de la responsabilité des architectes et entrepreneurs, Paris, Dunod, 1936
- Le Juge devant le Marché commun, Genève, 1970, 69 p.
- L’Europe des juges, Bruxelles, E. Bruylant, 1976, 321 p.
- Entre l’Église et l’État. Concorde sans concordat (1952—1957), Paris, Hachette, 1978, 187 p.